# Hiob von Dobeneck
Hiob von Dobeneck, auch Job – genannt der Eiserne –, (* um 1450; † 25. Mai 1521 in Riesenburg) war von 1501 bis 1521 Bischof von Pomesanien. 

## Leben
Hiob stammte aus dem vogtländischen Adelsgeschlecht von Dobeneck. Sein Vater war Johannes von Dobeneck, seine Mutter eine geborene von Zedtwitz. Hiob studierte an der Universität Erfurt. Ab 1489 war er Propst des Klosters Zschillen. Er zählte zu den Abgesandten, die die Wahl des Hochmeisters Friedrich von Sachsen vorbereiteten und wurde einer seiner Ratgeber. 1501 wurde er zum Bischof von Pomesanien gewählt, der seinen Sitz seit 1276 im Schloss Riesenburg hatte. 1507 übernahm er die Regierungsgeschäfte von Preußen. Auch unter dem Hochmeister Albrecht von Preußen übte er seine Ämter weiter aus. Er lehnte die Bestimmungen des Zweiten Friedens von Thorn ab. Der Humanist Helius Eobanus Hessus arbeitete als Kanzler im Dienste Hiobs. Hiob von Dobeneck war 1521 an den Friedensverhandlungen beteiligt, die den Reiterkrieg beendeten. Er wurde im Marienwerder Dom bestattet.